# Cal Costa (Tàrrega)
Cal Costa és una casa de Tàrrega (Urgell) inclosa a l'Inventari del Patrimoni Arquitectònic de Catalunya.

## Descripció
És un edifici entre mitgeres estructurat amb una planta baixa, tres plantes superiors i dues torres a la part superior, a banda i banda de l'habitatge, amb una simetria perfecte. Avui a la planta baixa dos comerços flanquegen la portalada principal d'accés a l'habitatge. És d'inspiració classicista, ja que ens trobem amb una porta de mig punt formada d'aplacats de pedra i flanquejada per sis massisses columnes (tres a banda i banda) de color clar, amb el seu basament quadrangular i un minúscul capitell compost.
Els tres pisos superiors estan estructurats en tres registres diferenciats en sentit vertical: els dos laterals són idèntics els quals es diferencien de la part central amb dos frisos sobresortints que cauen pel mur, formats amb plaques de pedra. Pel que fa a cada una de les plantes també es destaca la gran diversitat d'elements decoratius o estilístics que s'utilitzen en tota la façana. Cada planta és diferent. La planta noble, la primera, és la més destacable pel fet de tenir dues tribunes arrodonides a banda i banda de la façana. Cada una d'elles està dotada de tres finestrals d'arc de mig punt separats per columnes. A la part superior de cada tribuna s'hi forma una terrasseta amb una magnífica balustrada. Aquest espai, però, ja correspon a la segona de les plantes. En la part central de la primera, s'hi obren dues finestres adovellades amb una balconada balustrada. Ambdues tenen un regust classicista destacable pel fet de tenir un petit frontó triangular motllurat que descansa en dues mènsules.
La segona planta està dotada de dues obertures, dues en cada una de les tres parts. Totes sis són arrodonides, d'arc de mig punt i sense cap element rellevant. Les dues finestres de cada lateral desemboquen en una balconada balustrada situada damunt de les tribunes. Finalment, el tercer pis es torna a repetir el mateix eix estructural que els pisos inferiors, però en aquest cas les obertures són allindades i agrupades per una balconada de forja. En la part superior d'aquest edifici s'hi formen dues torres elevades que flanquegen a una petita terrassa amb una balustrada ubicada a la part central. Aquestes torres s'obren a la façana amb quatre finestrals més (dos a cada banda) d'arc de mig punt i també dotats d'una balconada de forja per cada dos. Estan coronats per dos frontons triangulars flanquejats per parelles de gerros, repetint un cop més la influència classicista. Segons Joan Gangolells, aquest edifici és un exemple "representatiu de l'arquitectura culta dels anys trenta que es produïa al marge del nacionalisme".